# Hilary Armstrong
Hilary Jane Armstrong, baronne Armstrong de Hill Top, (née le 30 novembre 1945) est une femme politique britannique du parti travailliste qui est le député pour Durham Nord-Ouest de 1987 à 2010.

## Jeunesse
Armstrong est née le 30 novembre 1945 de Hannah P. Lamb et d'Ernest Armstrong, un homme politique du parti travailliste. Elle fréquente le Monkwearmouth Grammar School avant d'obtenir un BSc en sociologie au West Ham Technical Institute (maintenant l'Université d'East London) et un diplôme en travail social de l'Université de Birmingham. Ancienne travailleuse sociale et professeure d'université, elle travaille pour VSO au Kenya avant d'entrer en politique. Elle est élue pour la première fois en tant que conseillère du comté de Durham pour la division Crook North en 1985. 
Elle est présélectionnée pour la circonscription vacante de Sedgefield en 1983, pour perdre face à Tony Blair, qui est ensuite élu député. Quatre ans plus tard, aux élections générales de 1987, elle est élue au siège de son père à North West Durham à sa retraite, augmentant sa majorité de 3 806 à 10 162 voix. 

## Carrière parlementaire
Armstrong est Secrétaire parlementaire privé de John Smith pendant qu'il est leader travailliste, et joue un grand rôle dans sa lutte réussie pour instituer "un membre, une voix" à la conférence du parti travailliste. 
Armstrong est considérée comme à droite du Parti travailliste et est politiquement proche de son voisin Tony Blair et du programme du New Labour. Cependant, elle est également membre du syndicat Amicus (anciennement MSF) et ses liens syndicaux ont été utiles lorsqu'elle participe à renforcer le soutien à la réécriture de la clause IV. 
Aux élections générales de 1992, Armstrong conserve sa circonscription de North West Durham en battant deux futurs chefs de parti, Theresa May des conservateurs, devenue Premier ministre en 2016, et Tim Farron des libéraux démocrates. 

### Au gouvernement
Armstrong passe deux ans en tant que ministre du Logement et de la Planification et quatre ans en tant que ministre des Gouvernements locaux au ministère de l'Environnement, des Transports et des Régions, puis au ministère des Transports, des Gouvernements locaux et des Régions, avant d'être promu au Cabinet du Royaume-Uni comme whip en chef après les élections de 2001. C'est le point culminant d'une carrière politique discrète mais généralement réussie. 
Armstrong est critiquée après les défaites du gouvernement à la Chambre des Communes sur la durée pendant laquelle des terroristes présumés pouvaient être détenus sans inculpation et l'incitation à la haine religieuse dans la loi de 2005 sur la prévention du terrorisme. Les commentateurs de la presse ont émis l'hypothèse qu'en perdant ces votes par un mauvais calcul du soutien du gouvernement et, dans un cas, en laissant le Premier ministre écarter le «whip» parce qu'elle croyait que le vote était gagné, la position d'Armstrong devient fragile. Cependant, les rumeurs selon lesquelles elle démissionnerait du poste se sont avérées sans fondement. 
Par la suite, le chef conservateur David Cameron se moque d'Armstrong lors d'un échange avec Tony Blair, disant: «Elle doit être le premier whip en chef de l'histoire à mettre le premier ministre dans la situation de perdre un vote clé - ce qui est un mouvement de carrière intéressant, pour dire le moins.". C'est la deuxième fois que David Cameron l'attaque pendant les questions du premier ministre ; lors de ses débuts en tant que chef de l'opposition le 7 décembre 2005, Cameron la pointe du doigt en disant: «C'est le problème avec ces échanges - le whip en chef du côté travailliste criant comme un enfant. Est-ce qu'elle a fini? Avez-vous terminé? " . 
Le 5 mai 2006, Armstrong est nommée chancelier du duché de Lancastre, ministre du Cabinet et ministre de l'exclusion sociale. En 2006, Armstrong lance une pétition au nom du Bethnal Green and Bow Labour Party contre la participation du député du Parti du respect George Galloway à Celebrity Big Brother de Channel 4. Elle critique Galloway pour avoir été payé en tant que député pendant le temps où il était dans la maison de Big Brother. Galloway répond en disant qu'il prévoyait de rembourser le contribuable après sa sortie de l'émission, car il ne saurait pas combien rembourser d'ici là. 
Elle démissionne du gouvernement le 27 juin 2007 lorsque Tony Blair quitte son poste de Premier ministre. En devenant Premier ministre, Gordon Brown annonce la nomination d'Armstrong à la présidence d'un comité chargé du Manifeste du Parti travailliste qui rédigeait des idées de politique concernant l'enfance.

## Post-gouvernement
Le 4 juillet 2009, Armstrong annonce son intention de se retirer aux élections générales de 2010. Le 18 juin 2010, elle est créée pair de vie avec le titre de baronne Armstrong de Hill Top, de Crook dans le comté de Durham, et est présentée à la Chambre des lords le 6 juillet 2010.   
Elle est membre du Comité mixte sur le projet de loi sur les abus domestiques. 
Le 19 juillet 2019, le comité de circonscription d'Armstrong North; West Durham vote pour l'expulser du parti après qu'elle et 67 autres pairs travaillistes aient publié une annonce dans The Guardian le 17 juillet affirmant que Jeremy Corbyn avait «échoué au test de leadership» sur sa gestion de plaintes d’antisémitisme au sein du Labour . Cependant, le vote n'est pas contraignant car seul l'Exécutif national a le pouvoir d'expulser les membres. Elle est membre des Amis travaillistes d'Israël . 
Armstrong est marié à Paul Corrigan. 